# 线萼蜘蛛花
蜘蛛花（学名：Silvianthus bracteatus），即线萼蜘蛛花，是四角果科蜘蛛花属的植物。分布于老挝、越南以及中国大陆的云南等地，生长于海拔900米至1,500米的地区，一般生长在沟谷边，目前尚未由人工引种栽培。
其种加词 bracteatus 意为“具苞片的”。

## 异名
- Silvianthus bracteatus Hook. f. ssp. clerodendroides (Airy-Shaw) H. W. Li